# 合宜住宅
合宜住宅是中華民國內政部於2010年4月22日推動的「健全房屋市場方案」辦理的出售式公共住宅。為了改善以往國宅建築品質不佳的問題，由政府提供土地，低價賣給民間廠商，由民間廠商提供資金技術興建，承購需符合限定資格，提供無自有住宅的中低收入家庭以合宜價位購買，以達促進臺北都會區住宅供給與需求之均衡，舒緩房價上漲情形之政策目標。但合宜住宅弊案爆發後，內政部表示將不再續推此政策。

## 政策發展
住宅政策長期以來以輔助人民購置住宅為主要施政方向，惟對於整體住宅發展的掌握及展望尚有不足。面對照顧弱勢者居住需求的新潮流，對於國內住宅照顧對象及協助方式，宜有所檢討及整合。長期住宅供需失調，龐大餘屋資源閒置造成的資金積壓和民眾期望的居住環境提升也是影響整體發展的因素。
2005年5月奉行政院核定「整體住宅政策」，揭示在「尊重市場機能」、「維護社會公義」、「鼓勵民間參與」及「保障居住權利」的原則下，以達「健全住宅市場」、「建立公平效率之住宅補貼制度」及「提升居住環境品質」三大政策目標，結合政府與民間資源，在健全的住宅市場、合宜的居住品質、公平效率的住宅補貼與社會住宅的規劃下，使不同所得水準、身心機能、性別、年齡、家戶組成、族群文化之國民，擁有適居且有尊嚴的居住環境。
由於台北都會地區房價高漲，造成中低收入及受薪階級買不起房子的民怨。房屋市場的供需及價格存有相當大的地區差異，其中台北市因需求強勁，漲幅最高，此現象與區域發展、都市化程度、產業及人口空間分布等因素均密切相關。同時，土地供給、住宅資訊對稱、市場資金、房貸利率、貸款條件及稅負等，皆會影響房市供需及價格。
為回應高房價民怨，2009年底行政院長吳敦義宣布於機場捷運A7站興建「平價住宅」，當時的營建署長葉世文為實際推動者。後來平價住宅更名為「合宜住宅」，於2010年的「健全房屋市場方案」納為行政院正式政策。而後，陸續核定「板橋浮洲合宜住宅」，提擬「淡海新市鎮二期合宜住宅」，以及由地方政府自行推動的「桃園八德合宜住宅」、「台中精密園區合宜住宅」等，所有合宜住宅合計約13,000戶，已成為政府推行的首要住宅政策。
2010年建全房屋市場方案經由行政院經濟建設委員會提出，根據內政部營建署2009年下半年「住宅需求動向調查」資料，購屋者購屋之主要考量為價格因素者占40％，其次為交通便利性占21％；在公共設施的期望方面，有31％的欲購屋者認為鄰近捷運或火車站最為重要，其次為公園，顯見交通的便利性對於購屋者而言非常重要。因此，經建會提議政府如能於都會區周邊提供合宜價格的房屋，加上交通運輸系統的改善，例如開闢道路或捷運系統，對於新購屋者將具有高度吸引力，應可適度紓解都會區中心都市住宅需求的壓力，提升住民生活品質。
2014年6月27日，因應高房價的問題，中央銀行宣布擴大房貸管制區範圍，增列新北及桃園共8個行政區，並新增第三戶房貸規範、緊縮豪宅貸款及公司法人購置住宅貸款等四大打房措施。
嘉磐建設董事長魏嘉銘表示，政府打房是打掉交易量，但房價不跌反漲。他建議政府全國覓地，委託建商蓋合宜住宅，平穩首購及首換屋市場，年輕人才買得起房。

## 銷售方式
以桃園機場捷運A7站合宜住宅為例
| 銷售階段 | 銷售時點                            | 銷售對象 |
| -------- | ----------------------------------- | --- |
| 第一階段 | 興建廠商取得建照後公開銷售時        | 開放第一類資格條件者（須具有合宜住宅承購資格證明）承購。                                                                                     |
| 第二階段 | 第一階段開始銷售約3個月後尚有餘屋時 | 符合第一類資格條件者（須具有合宜住宅承購資格證明）得優先排序承購，如仍有餘屋，再開放至第二類資格條件者（須具有合宜住宅承購資格證明）承購。   |
| 第三階段 | 第二階段開始銷售約3個月後尚有餘屋時 | 本階段開始銷售30日內，僅可銷售符合第一類資格條件者（須具有合宜住宅承購資格證明），滿30日後如仍有餘屋，開放一般民眾承購，不再有任何資格限制。 |

## 目前執行案例

### 中央執行案例興辦模式

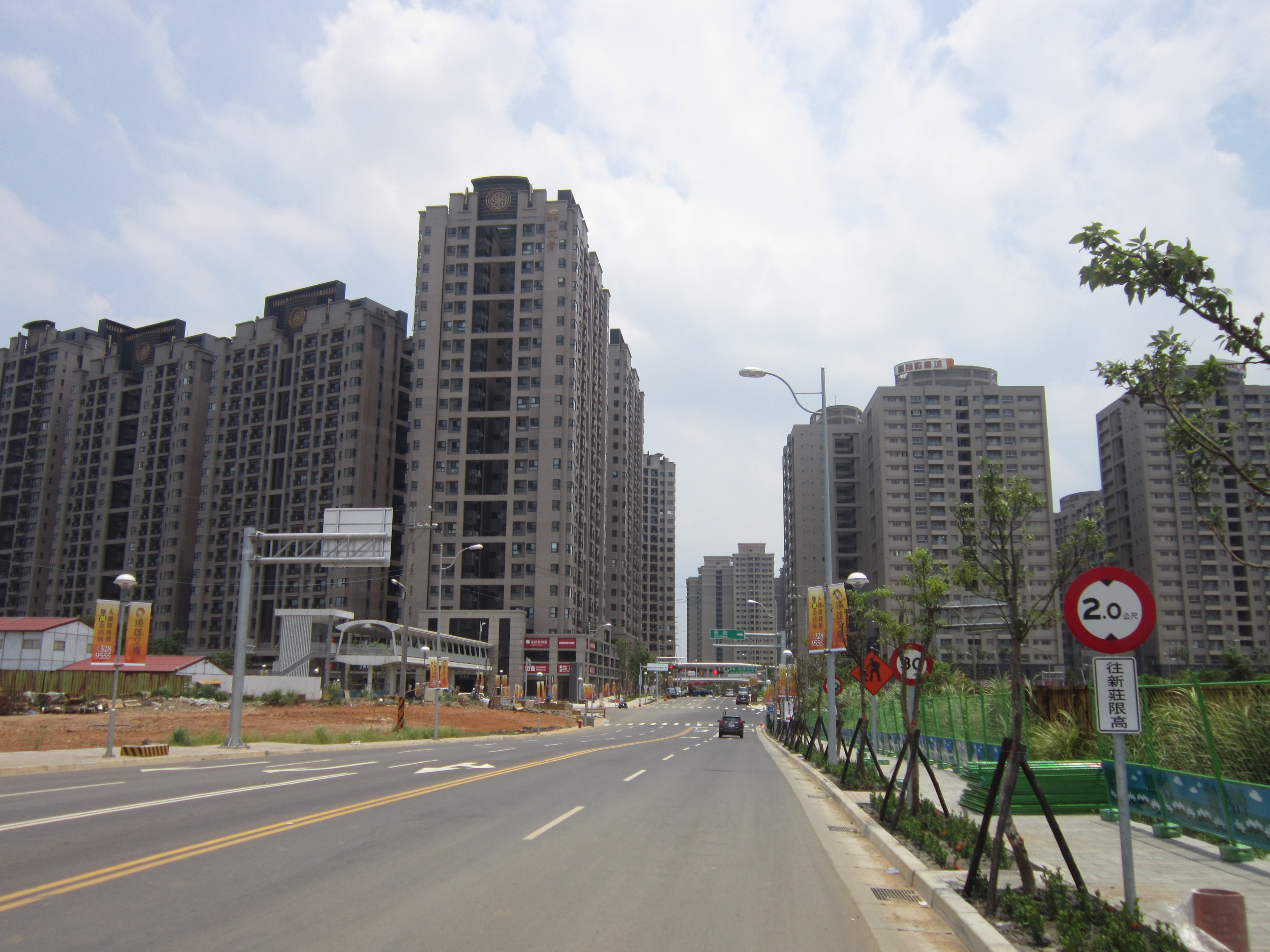
A7合宜宅建築群，左前方的建築群是離A7捷運站最近的建案由遠雄建設所興建的，道路右方則為皇翔建設所興建的，後方離捷運站最遠處才是由麗寶及名軒建設所興建的

|              | 桃園機場捷運A7站合宜住宅 | 板橋浮洲合宜住宅 |
| ------------ | ------------------------ | ---------------- |
| 每坪房價     | 15萬元／坪以下           | 19.5萬元／坪     |
| 附近建案房價 | 13~16萬／坪              | 18萬~20萬／坪    |
| 興建戶數     | 3,960戶                  | 4,455戶          |
| 轉售年限     | 5年                      | 10年             |

#### 桃園機場捷運A7站合宜住宅[1]

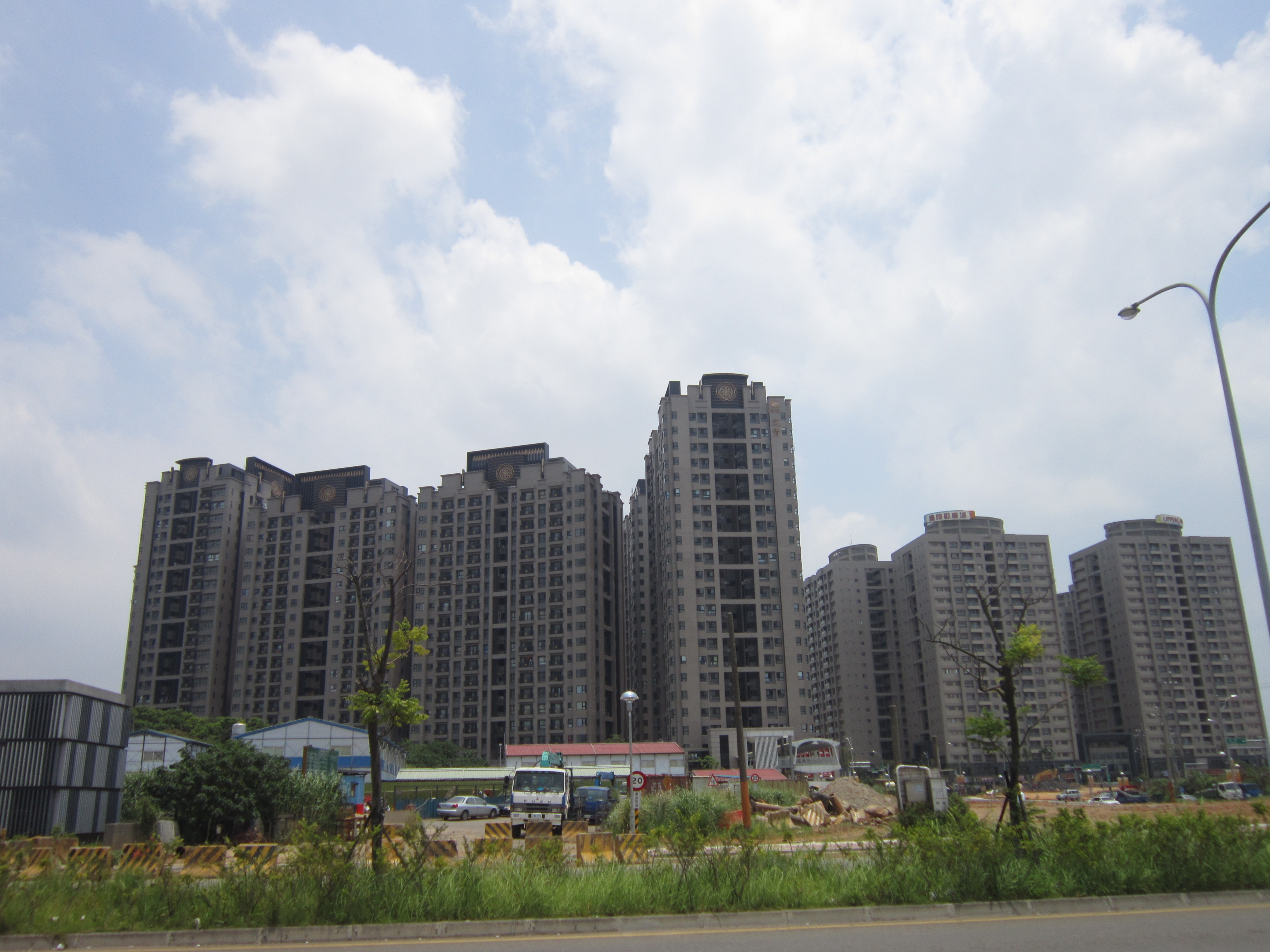
位於桃園市龜山區的A7合宜住宅

- 2011年4月28日辦理「機場捷運A7站合宜住宅招商投資興建（用地預標售）案」公開招標
- 2011年12月1日決標予遠雄、皇翔、名軒、麗寶四家廠商，標售底價為36,360元/ m2[13]

| 標別   | 價格標 開標日期 | 得標廠商                 | 標脫單價 （元/m2） | 標脫總面積 （公頃） | 標脫總價款 （元）   |
| ------ | --------------- | ------------------------ | ------------------ | ------------------- | ------------------- |
| Ａ基地 | 2011-07-08      | 遠雄建設事業股份有限公司 | 73,811             | 3.12                | 23億290萬3,200元整  |
| Ｂ基地 | 2011-07-08      | 皇翔建設股份有限公司     | 78,989             | 3.55                | 28億410萬9,500元整  |
| Ｃ基地 | 2011-07-08      | 名軒開發股份有限公司     | 80,160             | 1.17                | 9億3,787萬2,000元整 |
| Ｄ基地 | 2011-07-08      | 麗寶建設股份有限公司     | 80,500             | 1.97                | 15億8,585萬元整     |

- 2012年1月10日完成簽約
- 2012年6月27日核定基本設計
- 2012年12月28日至2013年2月1日得標廠商陸續取得建造執照
- 2012年1月27日至2013年3月2日得標廠商陸續函報開工，規劃興建4,463戶（含5％出租住宅225戶）
- 2013年4月15日起至6月23日止辦理第一階段預售登記，登記案件共22,699件
- 2013年7月5日完成公開抽籤
- 2013年7月22日起辦理選屋簽約作業
- 截至2013年9月18日止，4,238戶合宜住宅均已銷售完罄，預定2015年陸續完工交屋

#### 板橋浮洲合宜住宅[1]

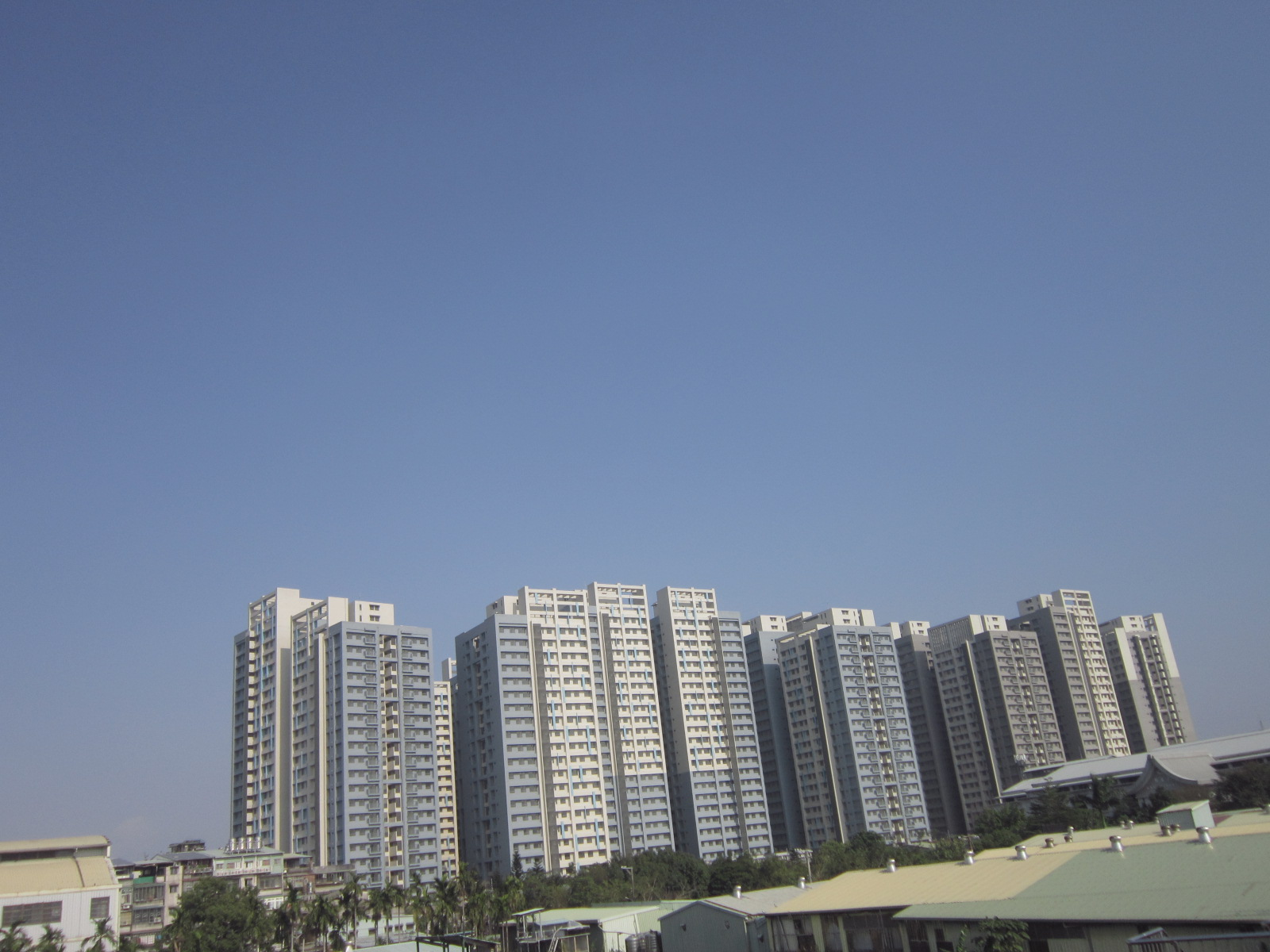
由日勝生活科技所承建的板橋浮洲合宜住宅

- 2011年6月27日辦理「新北市板橋浮洲合宜住宅招商投資興建計畫第一區及第二區土地標售案」公開招標
- 2011年9月30日完成投資計畫書審查及價格標開標[14]

| 標別       | 得標廠商                 | 標脫總價款 （元） |
| ---------- | ------------------------ | ----------------- |
| 第一區基地 | 日勝生活科技股份有限公司 | 59億1,600萬元整   |
| 第二區基地 | 日勝生活科技股份有限公司 | 90億1,600萬元整   |

- 2011年11月21日完成簽約
- 2012年5月31日及6月1日取得建造執照，規劃興建4,455戶合宜住宅（包括446戶出租住宅）
- 截至2013年2月20日止，4,009戶合宜住宅已全數完銷。
- 截至2014年6月底已完成全區21-24層樓建築物主體結構
- 預計2014年12月底取得使用執照，2015年3月底完工交屋

### 地方執行案例興辦模式
|              | 台中勞工合宜住宅 | 桃園八德合宜住宅（已停止） |
| ------------ | ---------------- | -------------------------- |
| 基地位置     | 精密機械園區內   | 八德重劃區內               |
| 每坪房價     | 12萬元／坪       | 15萬元／坪                 |
| 附近建案房價 | 18萬~20萬／坪    | 18萬~25萬元／坪            |
| 基地坪數     | 1,810坪          | 6,500坪                    |
| 銷售對象     | 勞工為主         | 航空城拆遷戶               |
| 轉售年限     | 10年             |                            |

#### 台中勞工合宜住宅[15]
胡志強市長表示，為了照顧勞工，由經發局推出這項購屋與租屋的優惠政策，園區內的勞工若以貸款300萬元計算，以「首購族」身分配合內政部與財政部的優惠房貸，每月本息僅需繳14,587元。而全國勞工平均年薪55萬元，房貸僅占月薪約三分之一，尚稱合理，應可負擔。
胡市長強調，這次的勞工合宜住宅與政府統一興建的國宅不同，市府已訂好各項條件，透過招標程序委託建商興建，並將審查投標廠商的預算、用料等項目。經發局長王誕生也說，施工期間將全力監督廠商，若有不符規定者，將可罰鍰，嚴重時還可解約，市府一定會要求建商將房子蓋好。
2013年11月22日辦理住宅區公開招標，由新業建設以3億4,210萬元得標，超過市府底價271,497,229元，溢價比高達126%。
2014年5月6日公告出售尚未售出之第二種住宅區土地劃分的10個坵塊（面積約為243~299坪），供未承購精密園區一期社區用地之一期廠商，興建員工住宅提供或租售予其在職員工居住使用，受理時間至2014年6月5日止

#### 桃園八德合宜住宅[18]
桃園縣集機場捷運、五楊高架及桃園航空城等多項重大公共工程於一身，房價、地價日趨高漲。縣長吳志揚認為，不論房價、地價，所有漲價的利益都應回歸公眾，若房價無法符合市場期待，縣府計畫興建的合宜住宅，相信能滿足購屋族需求。
吳志揚說，由於機場捷運通車在即，「捷運的使用者」也是潛在購屋客層，因此縣府計畫在機場捷運A10、A20、A21站周邊興建合宜住宅，希望在捷運通車後，能造福使用捷運的通勤族。「合宜住宅必須物超所值，但又不能回到過去國宅品質。」吳志揚說，希望縣內知名建商能優先投標，實現真正的居住正義。

##### 合宜住宅弊案爆發後[19]
吳志揚宣佈將停止八德合宜住宅，並宣布「1515照顧您」住宅計畫，承諾10年內將沿捷運發展及交通便捷地點，興建結合社區營造和福利措施的「福利宅」至少1萬戶，計畫優先在八德及中路地區興建。並宣稱是升級版的社會住宅，而桃園的社會住宅將不只提供弱勢居住。
民進黨桃園市長參選人鄭文燦批評政策走不下去，八德合宜住宅案應該廢標，但是吳志揚善後工作都還沒有說明，就提出「福利宅」，這其實只是一張粗糙的選舉支票。並提出「多元化社會住宅方案」：
1. 政府區段徵收得來的土地，或是其他公有土地，直接興建社會住宅。
2. 以容積獎勵交換社會住宅。
3. 閒置的校園或是蚊子館，也改建成社會住宅，並希望至少要做到一區一社會住宅社區，以落實區域平衡。

2014年10月，內政部長陳威仁表示，政府將不再推合宜住宅，只會以「社會住宅」與「住宅租金補貼」為主

## 合宜住宅與國民住宅的差別
社會住宅推動聯盟召集人彭揚凱說明，國民住宅（簡稱國宅）是從1975年開始興建，名稱是從「國民住宅條例」而來，政府因應房價上漲，為滿足國民購屋置產的需求，由政府自己興建，並以低於市場的價格賣給民眾。因景氣不同國宅供需也有所變化，造成所謂「國宅樂透」的扭曲現象，政府已在2000年停止興建。
至於合宜住宅，彭揚凱說：「是國宅的『借屍還魂』」。政府將土地便宜賣給建商蓋合宜宅，而建商必須以低於市價的價格賣給民眾，然而合宜宅數量有限，又得要民眾抽籤取得申購資格，「樂透現象」復熾。
|                       | 合宜住宅 | 國民住宅 |
| --------------------- | --- | --- |
| 興辦方式              | 政府徵收土地，低價賣地給建商興建住宅                                                                                            | 政府直接興建 |
| 年齡                  | 年滿20歲 | 年滿20歲 |
| 戶籍地                | 無限制 | 國宅所在地設有戶籍 |
| 家庭組成 （條件擇一） | 1. 有配偶 2. 與直系親屬設籍同戶 3. 單身年滿40歲 4. 父母均亡，戶籍內有未滿20歲或已滿20歲仍在學、身心障礙或沒有謀生能力的兄弟姊妹 | 1. 有配偶 2. 與直系親屬設籍同戶 3. 單身年滿40歲 4. 父母均亡，戶籍內有未滿20歲或已滿20歲仍在學、身心障礙或沒有謀生能力的兄弟姊妹 |
| 家庭年收入            | - 第一類：少於158萬元 - 第二類：超過158萬，小於247萬元                                                                          | 各縣市不同 |
| 住宅持有條件          | 家庭成員無自有住宅 | 家庭成員無自有住宅，且無國宅貸款未清償                                                                                          |
| 轉售年限              | - 浮洲合宜住宅：10年 - 林口A7合宜住宅：5年                                                                                      | 1年 |

註：取得證照15年以上的國宅，不受居住滿一年才能轉售的限制。

## 爭議

### 政策邏輯

#### 供給房屋數量[23]
無殼蝸牛聯盟表示，由政府推動興建的合宜住宅，畢竟數量有限，因此要做的是民間不做的「只租不售」社會住宅，而不是重蹈過去蓋國宅的無效作法，不然，在林口蓋每坪「17萬」平價住宅，只是幫建商提供後續炒作的空間與話題。

#### 調節房價
有學者表示，合宜住宅乃過去「出售式國民住宅」的借屍還魂。但借鑑當今精華地段的國宅（如：成功國宅、大安國宅等），房價均隨周邊豪宅起舞，已經跟調節房價或照顧弱勢扯不上邊。合宜住宅也勢必走上國宅的老路。政府護航合宜住宅的說辭，是藉由「擴大供給」來調節房價。但台灣近10年來房價飆漲的期間，2010年的普查指出，全台灣的空閒住宅達到156萬戶，占全部住宅之19.2%。根本不是所謂的「市場供需法則」所能解釋。加上目前政府推出的合宜住宅，僅占大台北都會區住宅存量的千分之四，根本不可能撼動房價。除非我國政府有能力仿效新加坡掌握公有土地、由政府供給八成以上的住宅，才有調控市場的能力，否則「調節房價論」只是政府的自我催眠，以及對社會大眾的公然欺騙。

#### 移轉對象[28]
內政部22日表示，將在全台優先推出只租不售的「社會住宅」，預計提供27,777戶給無法購屋的低收入者，以及興建以出售為主的「合宜住宅」，總計8,918戶。但立委質詢時痛批，合宜住宅轉移年限僅5年，也無限制轉移對象，民眾跟抽樂透一樣，抽到了，5年後大賺一筆，不用苦於找土地的建商更可現賺77億元。

#### 低收入民眾[29]
浮洲合宜住宅棄權率逾3成，A7合宜住宅平均棄權率15.4%。A7合宜宅聯合銷售中心副主委馬士雄表示，棄權民眾除已購入第2屋、資格不符，也有許多本身經濟條件差、無法負擔後續款項。
內政部營建署這2年分別在新北市板橋區浮洲與桃園縣龜山鄉興辦合宜住宅，顧名思義，便是價格合宜；前者每坪均價19.5萬元，後者每坪均價15萬元，均低於區域行情，讓存款不多的民眾也有能力承購。承購資格除限制家庭組合、名下不得有自有住宅，也規定年收入須低於當年度台北市50%分位點家庭平均所得。
不過以A7合宜住宅含車位的最小坪數房型，工程期約2年來算，1年須繳交55萬元，交屋後每月須負擔貸款約2.4萬元。將坊間流行的「333購屋原則」──理財、房貸、生活費各佔1/3月薪，回推民眾購買合宜住宅的門檻，家庭月收入至少7萬元，弱勢民眾根本無力負擔。德明財經科技大學副教授花敬群批判，合宜住宅政策僅有經濟能力中間偏上的民眾受惠，對弱勢族群並無幫助。

#### 本質[27]
有學者表示，合宜住宅的機制，說穿了是將原本的公有土地、以及區段徵收而得的土地，以較低價格賣給建商，再由建商興建住宅預售，從中獲取利潤。不論A7、浮洲、或八德合宜住宅，內政部的正式公告案名都是「土地標售案」，也造成諸多問題。首先，《國有財產法》第53條已明載不得出售500坪以上之大面積國有土地，合宜住宅正可為這個規定解套，名正言順標售。其次，合宜住宅的土地取得也造成強徵土地的爭議，包括A7案由政府首創「預標售」模式；淡海新市鎮一期的土地還大量閒置，卻要以合宜住宅的名義來強徵淡海二期的土地。

### 行政程序

#### 建商
段宜康指出，原本在板橋浮洲跟A7站徵收土地的底價一坪為4萬，政府標售底價一坪12萬、建商得標價一坪來到25萬9千，政府徵收人民土地標售給建商蓋合宜住宅，先將農用地變更為住宅用地，讓政府大賺一筆，根本沒有回饋給地主。「只有建商得到最多賺錢正義」，段宜康拿出營建署資料，顯示建商以76億9千多萬元標得土地，銷售總金額為328億6百多萬元，土地成本不到77億，居住正義淪為幫建商找好土地，讓各建商來標。
有學者表示，雖然難以獲知合宜住宅為建商帶來的確實利潤數據，但許多相關報導均顯示出合宜住宅預計可為得標廠商帶來數十億甚至上百億之可觀收入。此外，在政府的保障下，浮洲合宜住宅的建商獲得250億元的銀行聯合貸款，創下營建業的紀錄。
因此，合宜住宅可以說是「超低風險的暴利事業」。也正是這樣的獲利空間，讓建商大力讚揚合宜住宅，並且為了得標不惜行賄。 

#### 預標售住宅[33]
公寓大廈管理條例第58條規定：「公寓大廈起造人或建築業者，非經領得建造執照，不得辦理銷售。」在2012年8月8日的桃園縣建照預審會議之前，營建署網站公然公告機場捷運A7站（桃園龜山）合宜住宅銷售時間為10月10日。

#### 山坡地[33]
山坡地保育條例定義的「山坡地」為海拔100公尺以上，坡度在5％以上，只要有一項，就是「山坡地」。機場捷運A7站（桃園龜山）合宜住宅的基地都符合這兩個要件，而營建署把基地分成兩期，一期的土地較平，營建署就以台地之名，把186公頃的山坡地解編，基地水土保持令人質疑。

#### 環評、水保[33]
山坡地列為一般保護區，山坡地解編基地就不用經過環境影響評估，只有機場捷運A7站（桃園龜山）合宜住宅第二期50公頃的山坡地經過環評。政府公然逃避環評，基地水土保持品質沒保證。

#### 徵收土地[33]
第二期沒有第一期的順向坡、地滑問題。但是多花數十億元公帑徵收50公頃，也沒有明確的使用目的，未來機場捷運A7站（桃園龜山）合宜住宅基地往來的各項公共設施成本也會增加。

#### 公共設施未定先畫建築線[33]
有學者表示，目前機場捷運A7站（桃園龜山）合宜住宅基地有四家建商得標，他們已提出建築藍圖，而且不願意改圖。到時候公共設施只能遷就建商的藍圖，勢必有意想不到的問題。

#### 供水問題[33]
機場捷運A7站（桃園龜山）合宜住宅的236公頃土地，原來全部是農業區，因為在台地上，地勢太高，缺水，所以形同廢耕。現在要移入四萬多人，而且還有工業、商業區，給排水系統也沒有交代清楚。雖然營建署官員說沒問題，但舉不出具體水源與汙水處理的策略，令人無法安心。

#### 官商
桃園縣政府首度由地方政府推出的八德合宜住宅，原本由遠雄集團取得承作權，卻爆發前副縣長葉世文收賄案，桃園縣政府多方檢討後，確定八德合宜住宅現有三塊基地將不再興建合宜住宅。自合宜住宅弊案爆發後，內政部部長陳威仁表示，內政部主導的政策沒有要蓋合宜住宅，但地方政府基於調節當地住宅需要、地方特性要蓋合宜住宅，「我們沒有反對」。他也支持地方政府提供公有土地蓋合宜住宅。
有議員指出台中勞工合宜住宅和桃園合宜住宅一樣，戶數太少、供給不足，附近住宅區一坪大約18~20萬元，合宜住宅一坪賣12萬元，登記民眾是否為勞工令人質疑。臺中市政府經濟發展局首長王誕生對此表示，桃園縣先評選建商再開價，台中市則是先開價格標、並訂出投標資格，最高價者得標，簽約後，建商再根據市府要求提出興建計畫、預算書，通過審查才能動工；而一樓當商業使用，才能壓低二樓以上的住宅價格。勞工合宜住宅土地底價一坪14萬元，新業建設以18萬元得標，未來房價還是12萬元，坪數只能比市府要求的多、絕對不能少。本週將審查預算書，順利的話，建商今年10、11月可取得建照，並開始預售。該處合宜住宅優先提供精機園區員工申購，必須是首購族、在職至少一年，家庭年收入低於台中市家庭平均所得五十％，以2012年來說，是96萬元以下；更重要的是，10年內不得轉賣，以杜絕人頭戶。

#### 住宅登記[36]
合宜住宅目的是提供有需求的一般民眾能以低於市價的價錢購屋，台中市政府卻以園區員工為優先，令人質疑台中勞工合宜住宅的必要性。
台中市政府指出，目前精密機械科技創新園區內約有1萬2千多名員工，預計等到2期完成時，園區內將超過2萬名員工，為了優先照顧在地勞工，必須先解決他們住的需求。
台中市政府經濟發展局工業科承辦員林建達表示，這塊0.6公頃的工業住宅用地，是由精密科學園區釋出，因此會議討論時決議優先讓園區員工承購，第2波才由一般勞工申購，其中並無法律限制及約束，也符合勞工住宅原意。且今年還有2處由都發局進行的合宜住宅，若未申請到的民眾可多加留意訊息。

### 施工管理

#### 工程弊案[37][32]
板橋浮洲合宜住宅包商剋扣工資及下包商工程款，400多名工人長達10個月領不到工資。心成企業行先向新亞建設開發股份有限公司標到A3北區的A、B兩棟大樓、約6,000萬元板模工程，再分包給下游20個小包商，但工程快完工時，藉故用「進度落後」、「偷工減料」挑剔，逼小包離場，並剋扣每名板模工每天約2,500元的工資，及各家的工程款數十萬到上百萬，不法所得達1,051萬元。此外，也傳出承包商涉嫌收受回扣與工程驗收放水等弊案，共有中興電工、同開營造、新世紀光電、新亞建設、昱晶能源科技、以及泰誠發展營造等公司遭檢調單位搜索。

#### 工安管理[38]
營檢署表示，板橋浮洲合宜住宅基地均依政府有關工程規定施作，偶發之意外僅如2012年11月30日A6基地東區發生地梁鋼筋尚未固定，致造成1死2傷工安事件；2013年7月6日A6西區及8月31日A6東區因工人個人身體狀況，造成2人死亡；2014年6月28日A6西區，1名升降梯操作工下工後，不明原因於1樓店鋪內死亡，現正由檢警單位調查死亡原因。探究以上事件原因，屬工安意外者僅有1件，營建署已督促廠商嚴格遵守政府相關安衛規定施作，避免後續重大工安事件再度發生。2014年11月4日，板橋浮洲合宜住宅A6區再次傳出工安意外，造成一名工人受傷。